# Виша (Земетчинський район)
Ви́ша (рос. Выша) — село у складі Земетчинського району Пензенської області, Росія.
Населення — 99 осіб (2010; 182 у 2002).
Національний склад станом на 2002 рік:
- росіяни — 100 %